# Luis Mazzantini
Pour les articles homonymes, voir Mazzantini.
Luis Mazzantini y Eguía, né à Elgoibar (Guipuscoa, Espagne) le 10 octobre 1856, mort à Madrid (Espagne) le 24 avril 1926, est un matador et homme politique espagnol. 

## Présentation
Luis Mazzantini est né d'un père italien, José Mazzantini, employé à la construction des chemins de fer, et d'une mère espagnole Bonifacia Eguía. Il reçoit une éducation « bourgeoise » dans une école religieuse où il obtient le baccalauréat en 1875. Il suit son père dans ses nombreux déplacements professionnels de Bilbao à Marseille, Naples ou Rome. 
En 1870, quand Luis Mazzantini revient d’Italie, il fait partie de la suite d’Amédée de Savoie. Il est d'abord secrétaire particulier du Signor Marchino, chef des écuries royales avant d’entamer une carrière dans les chemins de fer de l’Estramadure où on lui confie la responsabilité de la gare de Santa Olalla, près de Tolède.
Ses revenus médiocres et son envie de réussir le poussent d'abord vers le théâtre où il échoue, puis vers la tauromachie. On lui prête d'ailleurs cette boutade : « Dans ce pays de prosaïques pois chiches, on ne peut être que deux choses : ténor d'opéra ou matador de toros.»
Il torée dans un style qui lui vaut le surnom de « señorito loco » (petit monsieur fou). Avec une audace et un courage exceptionnels, il finit par s’imposer. Il prendra l'alternative à vingt-huit ans, le 13 avril 1884, à Séville. Son parrain est Frascuelo, le taureau est « Costurero » de la ganadería de Adalid. L'alternative est confirmée par Lagartijo le 29 mai 1884 à Madrid  avec le taureau « Morito » de la ganaderia Muruba. 
Torero dandy, il devient rapidement populaire, et il se fait remarquer par sa recherche vestimentaire à la ville, ce qui est plutôt inhabituel chez les toreros qui, selon Élisabeth Hardouin-Fugier sont «…souvent dépensiers, libertins, viveurs, fréquentant les tavernes, les filles de joie et quelquefois les brigands, les toreros des années 1800-1870 affichaient un mode de vie atypique. Le recrutement auprès de la petite bourgeoisie (Paquiro (Francisco Montes), Mazzantini, Pepete), des militaires : « El Salamanquíno  » (Julián Casas del Guijo) ou de l'aristocratie comme Don Rafael Pérez de Guzmán, imposa peu à peu un changement de conduite dans ce milieu (…) ». Mazzantini, torero cultivé, était reçu dans le Tout-Madrid. Il  avait gagné beaucoup d’argent dans le ruedo, ce qui lui permettait de vivre sur un grand pied : il allait à l’opéra en habit à une époque où les toreros portaient toujours une veste courte et il savait soigner sa popularité par ses relations. 
Il s’est retiré des arènes, en 1904, après quelques courses d'adieu en Espagne, en France et en Amérique du Sud. Il est ensuite devenu conseiller municipal et député provincial de Madrid, gouverneur civil de Guadalajara et d’Avila, puis commissaire de police jusqu’à l’arrivée au pouvoir du général Primo de Rivera en 1923.

## Son style
Les biographes s’accordent à le considérer comme un torero médiocre, mais audacieux, qui brillait surtout dans l’estocade finale, un al volapié éblouissant qui faisait de lui un dangereux rival pour Lagartijo et Frascuelo et même pour Guerrita. Le public aimait aussi ses « faenas dansées » au cours desquelles la muleta semblait l’encombrer. Il avait gardé de son expérience théâtrale un fort goût de la mise en scène, ce qui faisait de lui un excellent chef de lidia . 
On dit aussi que Mazzantini manquait d’afición et que les courses de taureaux n’étaient pour lui qu’un moyen de s’enrichir. Vers 1904-1905 lorsqu’il fit ses adieux aux arènes, après quelques corridas en Espagne, en France et en Amérique du Sud, il avait participé à 1 022 corridas, et tué 2 706 taureaux.
Il a obtenu un succès triomphal lors de l'inauguration des arènes de la rue Pergolèse à Paris, le 10 août 1889 aux côtés d'autres figuras espagnoles : Frascuelo, Lagartijo. Il était également  présent dans les arènes du Nord de la France, notamment  dans les  Arènes de Roubaix, le 18 juin 1899

## Innovations
Mazzantini a été le premier à réclamer et à imposer le sorteo, alors que jusque-là les taureaux étaient choisis par le torero le plus ancien ou la première épée.

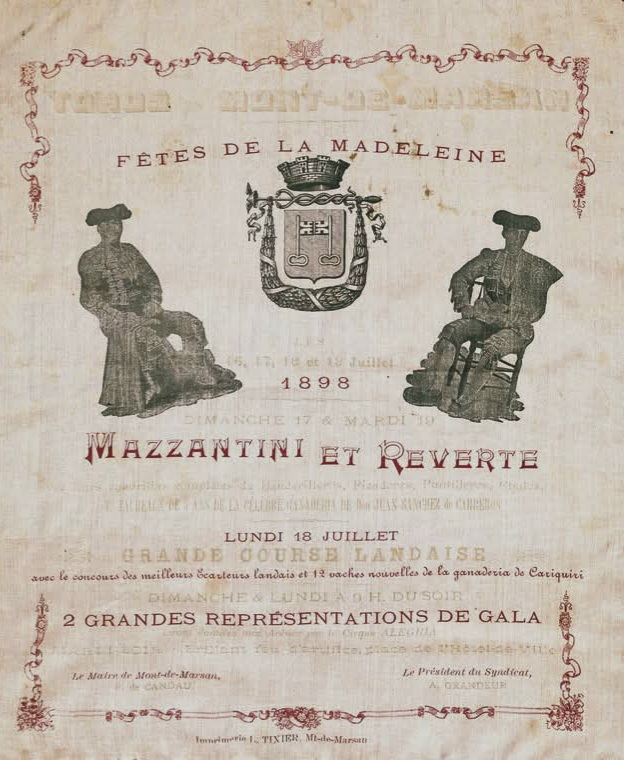
Cartel des fêtes de la Madeleine à Mont-de-Marsan de 1898 avec les matadors Mazzantini et Reverte.